# Schaal Sels 1986
La Schaal Sels 1986, sessantunesima edizione della corsa, si svolse il 2 settembre 1986. Fu vinta dal belga Frank Verleyen della Transvemij-Van Schilt davanti ai suoi connazionali John Dekeukelaere e Johan Capiot.

## Ordine d'arrivo (Top 10)
| Pos. | Corridore         | Squadra                    | Tempo |
| ---- | ----------------- | -------------------------- | ----- |
| 1    | Frank Verleyen    | Transvemij-Van Schilt      |       |
| 2    | John Dekeukelaere | Fangio-Lois-Mavic          |       |
| 3    | Johan Capiot      | Roland-Van De Ven          |       |
| 4    | Danny Janssens    |                            |       |
| 5    | Jan Bogaert       | Transvemij-Van Schilt-Elro |       |
| 6    | Geert Vandewalle  | Lotto-Merckx-Emerxil       |       |
| 7    | Etienne De Beule  | Transvemij-Van Schilt-Elro |       |
| 8    | Ludo De Keulenaer | Panasonic-Merckx-Agu       |       |
| 9    | Luc Colijn        | Fangio-Lois-Mavic          |       |
| 10   | Guy Rooms         |                            |       |